# Ethnotronica
L'ethnotronica (également connue sous le nom d'ethnic electronica, ethnotronica, ethno electronica ou ethno techno) est une vaste catégorie de musique électronique, dans laquelle les artistes combinent des éléments de musique électronique et de musiques du monde. La musique est principalement ancrée dans les traditions musicales locales et les cultures régionales, s'appuyant rarement sur les tendances globales de la musique populaire.

## Histoire

### Années 1980
Dans les Balkans occidentaux, un sous-genre sud-européen de musique pop contemporaine connu sous le nom de turbo folk (parfois appelé folk populaire) s'est d'abord développé dans les années 1980 et 1990, avec des styles musicaux similaires en Grèce (Skyladiko), en Bulgarie (Chalga), en Roumanie (Manele) et en Albanie (Tallava). Il s'agit d'un genre de musique populaire fusionnant la musique folklorique serbe avec d'autres genres tels que la pop, le rock, la musique électronique et/ou le hip-hop.
Parmi les autres exemples notables de musique électronique ethnique des années 1980, on peut citer le kuduro angolais, la tecnocumbia mexicain et l'album indien Synthesizing : Ten Ragas to a Disco Beat.

### Années 1990
Avec l'avènement de la technologie de la musique électronique et la disponibilité d'instruments traditionnels, des formes de fusion entre les deux finissent par voir le jour. Ces genres utilisent des instruments de musique électroniques et/ou des arrangements folk traditionnels, des instruments acoustiques et autres, pour créer des styles distincts. Par exemple, ils peuvent utiliser des instruments acoustiques — des instruments à cordes — tout en incorporant des rythmes hip-hop ou four-on-the-floor, bien que cela varie en fonction des influences et du choix des sons,. L'Ashgate Research Companion to Popular Musicology présente la folktronica comme « un [terme] fourre-tout pour toutes sortes d'artistes qui ont combiné des rythmes de danse mécaniques avec des éléments de rock acoustique ou de folk »,.
L'album Every Man and Woman is a Star d'Ultramarine, sorti en 1993, est considéré comme l'un des précurseurs de la musique folk électronique moderne ; il se caractérise par un son pastoral et incorpore des instruments traditionnels tels que le violon et l'harmonica à des éléments house et techno. Selon The Sunday Times Culture's Encyclopedia of Modern Music, les albums essentiels du genre sont Pause de Four Tet (2001), Mother's Daughter and Other Songs de Tunng (2005) et The Milk of Human Kindness de Caribou (2005).

### Années 2010
Dans les années 2010, de nouveaux artistes comme alt-J et Bon Iver atteignent un succès commercial considérable dans ce qui avait été une scène plutôt underground depuis ses débuts. Les dernières œuvres de Bon Iver, 22, A Million (2016) et i,i (2019), sont entrées dans le top 10 dans plusieurs pays et ont produit des singles tout aussi réussis et des nominations aux Grammy Awards.
À la fin des années 2010, la scène ethnotronica ukrainienne connait un essor, lorsque des artistes comme Go_A, Onuka, Yuko, Mavka deviennent populaires en dehors de leur pays.